# Rumah Sumbul
Rumah Sumbul is een bestuurslaag in het regentschap Deli Serdang van de provincie Noord-Sumatra, Indonesië. Rumah Sumbul telt 1856 inwoners (volkstelling 2010).